# Aweke Ayalew
Aweke Ayalew (ur. 23 lutego 1993 w Etiopii) – bahrajński lekkoatleta etiopskiego pochodzenia specjalizujący się w biegach średniodystansowych oraz długodystansowych. Uczestnik mistrzostw świata w 2015, które odbyły się w Pekinie.

## Rezultaty
| Rok  | Impreza                                 | Miejsce     | Konkurencja | Lokata      | Wynik    |
| ---- | --------------------------------------- | ----------- | ----------- | ----------- | -------- |
| 2014 | Mistrzostwa świata w półmaratonie       | Kopenhaga   | półmaraton  | 50. miejsce | 1:03:01  |
| 2014 | Puchar Interkontynentalny               | Marrakesz   | 3000 m      | 5. miejsce  | 7:65.58  |
| 2015 | Mistrzostwa panarabskie w lekkoatletyce | Madinat Isa | 5000 m      | 3. miejsce  | 13:29.03 |
| 2015 | Mistrzostwa świata w lekkoatletyce      | Pekin       | 5000 m      | 33. miejsce | 14:07.18 |
| 2015 | Mistrzostwa świata w lekkoatletyce      | Pekin       | 10 000 m    | 21. miejsce | 29:14.55 |
| 2017 | Igrzyska solidarności islamskiej        | Baku        | 5000 m      | 8. miejsce  | 13:36.31 |